# 10e Legerkorps (Unie)
Het 10e Legerkorps was een legerkorps van het unionistische leger dat in de Amerikaanse Burgeroorlog tegen de Zuidelijke staten vocht.